# Exocentrus misellomimus
Exocentrus misellomimus es una especie de escarabajo longicornio perteneciente al género Exocentrus, categorizada en la tribu Exocentrini, de la subfamilia Lamiinae.
Mide 4,5-6 mm de longitud. El período de vuelo para ejemplares adultos se presenta durante los meses de marzo y mayo.

## Taxonomía
Se atribuye su descripción al entomólogo austríaco Stephan von Breuning, quien la citó por primera vez en 1963. La especie aparece registrada en la sección Contribution à la connaissance des Lamiens du Laos (Coll. Céramb.) Cinquième Partie de Bulletin de la Société Royale des Sciences Naturelles du Laos, 6: 39–53, f. 18, publicada por Breuning Stephan en 1956, publicada por Breuning Stephan en 1963.

## Distribución
Se distribuye por Asia, en los países de China y Laos.